# 名古屋市立貴船小学校
名古屋市立貴船小学校（なごやしりつ きふねしょうがっこう）は、愛知県名古屋市名東区貴船三丁目にある公立小学校。

## 概要
- 貴船一丁目の一部、貴船二丁目の一部、貴船三丁目の一部、勢子坊一丁目、勢子坊二丁目、勢子坊三丁目、勢子坊四丁目、社が丘三丁目の一部、陸前町などが通学区域であり、公立中学校の進学先は名古屋市立高針台中学校である[1]。
- また、貴船小学校に通っている生徒の中では、私立の中学校に行く生徒も多い[要出典]。

## 沿革
- 1978年（昭和53年）4月 - 名古屋市立高針小学校北分校として設置される。
- 1979年（昭和54年）4月 - 名古屋市立貴船小学校として独立し、開校する。
- 1981年（昭和56年） - 校舎を増築する。
- 1986年（昭和61年） - 校舎を増築する。
- 1994年（平成6年）-いきいきスクール（わいわいフィッシュ）完成
- 2006年（平成18年） - 校舎を増築する。
- 2008年（平成20年）-トワイライトスクール開設

## 交通アクセス
- 名古屋市営バス【幹本郷1号系統】支1「貴船小学校」バス停より徒歩約5分。

## 周辺施設
- 名古屋市立高針台中学校
- 名古屋市立高針小学校
- 名古屋市立名東小学校
- 名古屋市消防局名東消防署
- 貴船公園
- 貴船社